# Castell de Rēzekne
El Castell de Rēzekne són unes ruïnes de l'antic castell que es troben en el centre de Rēzekne, una ciutat de la regió històrica de Latgàlia a Letònia. El castell va servir com a base de l'Orde Livonià fins al segle xvi, com la principal base de suport militar a les batalles contra els russos i lituans. Avui dia, les ruïnes de fragments dels murs de pedra i algunes bases es poden veure en l'antic turó del castell.

## Història
Excavacions arqueològics han revelat que entre els segles ix i xii una fortalesa de fusta dels latgalians es trobava al mateix lloc on són ara les ruïnes del castell. No se sap quan la fortalesa va ser enderrocada, tanmateix el 1285 el mestre de l'Orde Livonià Vilhelms Šurborgs va manar construir una de pedra en el mateix turó. L'edifici consistia en un castell de pedra de dos pisos amb torres de tres pisos, que va funcionar com la seu administrativa de l'orde a Rēzekne.
El castell va ser arrasat i reconstruït diverses vegades. Entre 1577 i 1579 va ser ocupat pel tsar Ivan IV de Rússia, i després de la guerra es va convertir en part del Ducat de Livònia. Durant la guerra polonosueca el 1601 i novament entre 1625 i 1626, el castell de Rēzekne va ser ocupat per l'exèrcit suec durant la Segona Guerra del Nord. El castell va ser finalment destruït a la batalla que va tenir lloc el 1656. Aleshores va pedre la seva importància militar i va ser abandonat completament el 1712 i a poc a poc va caure en ruïnes.

## Galeria

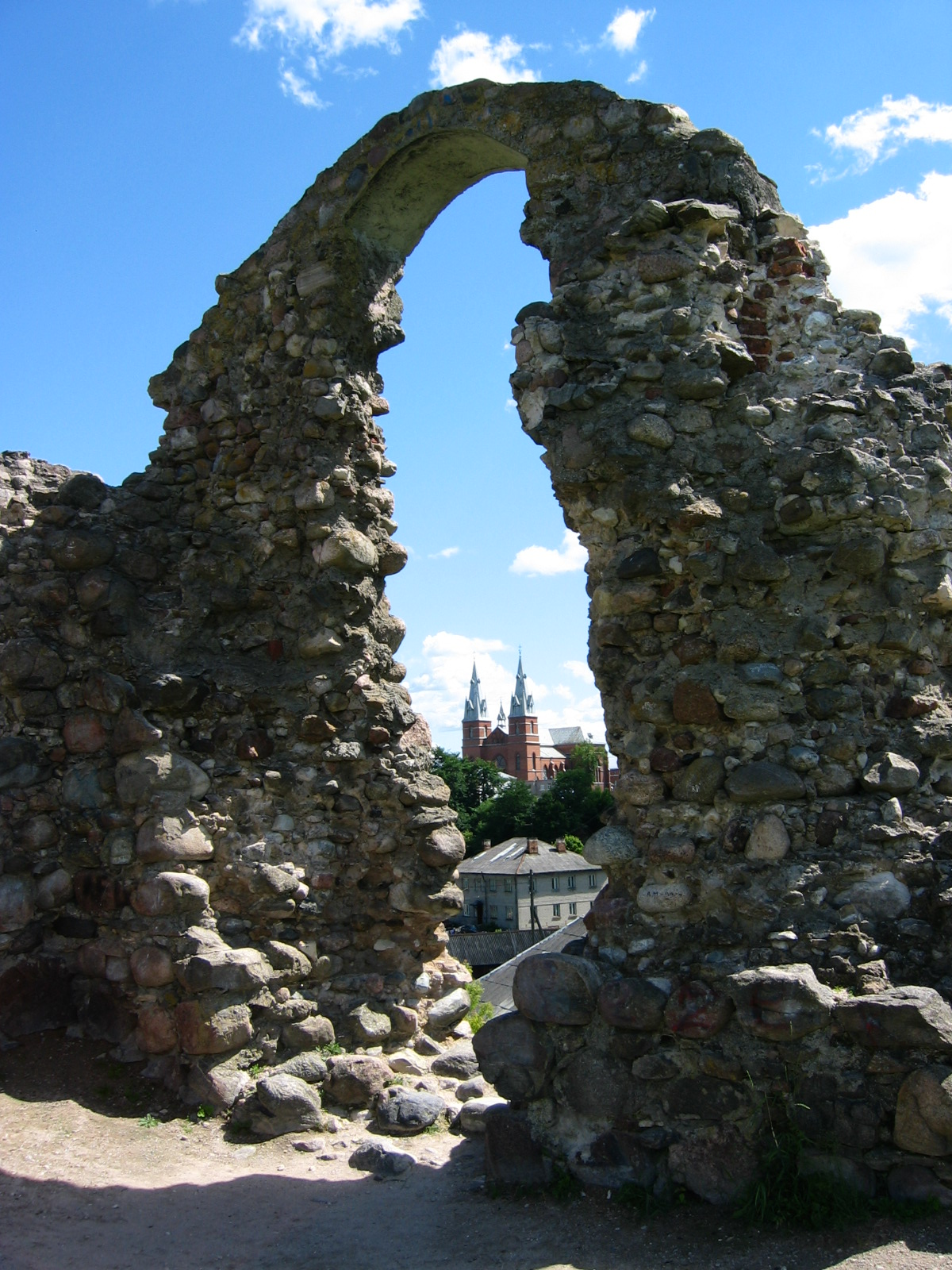
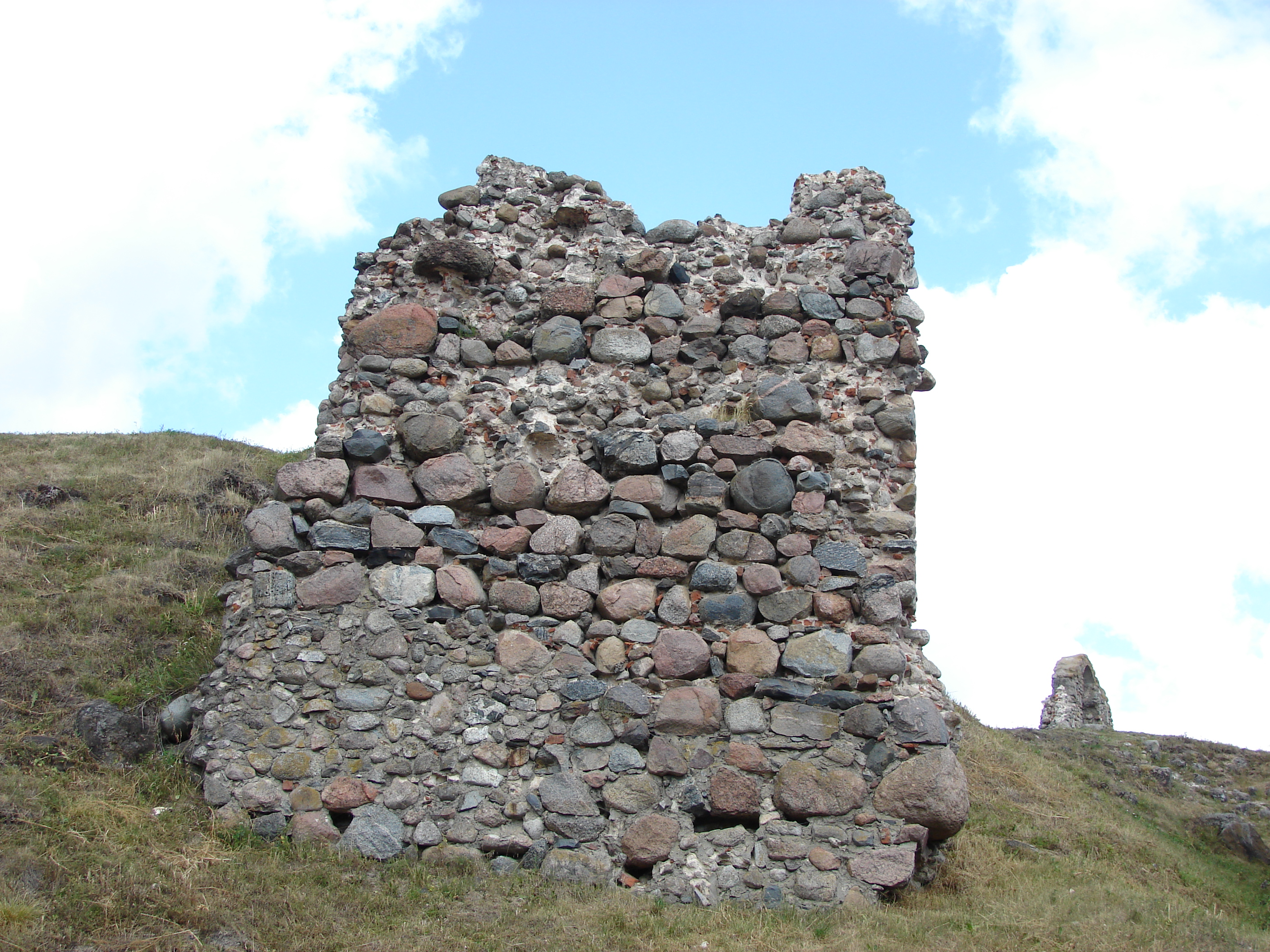
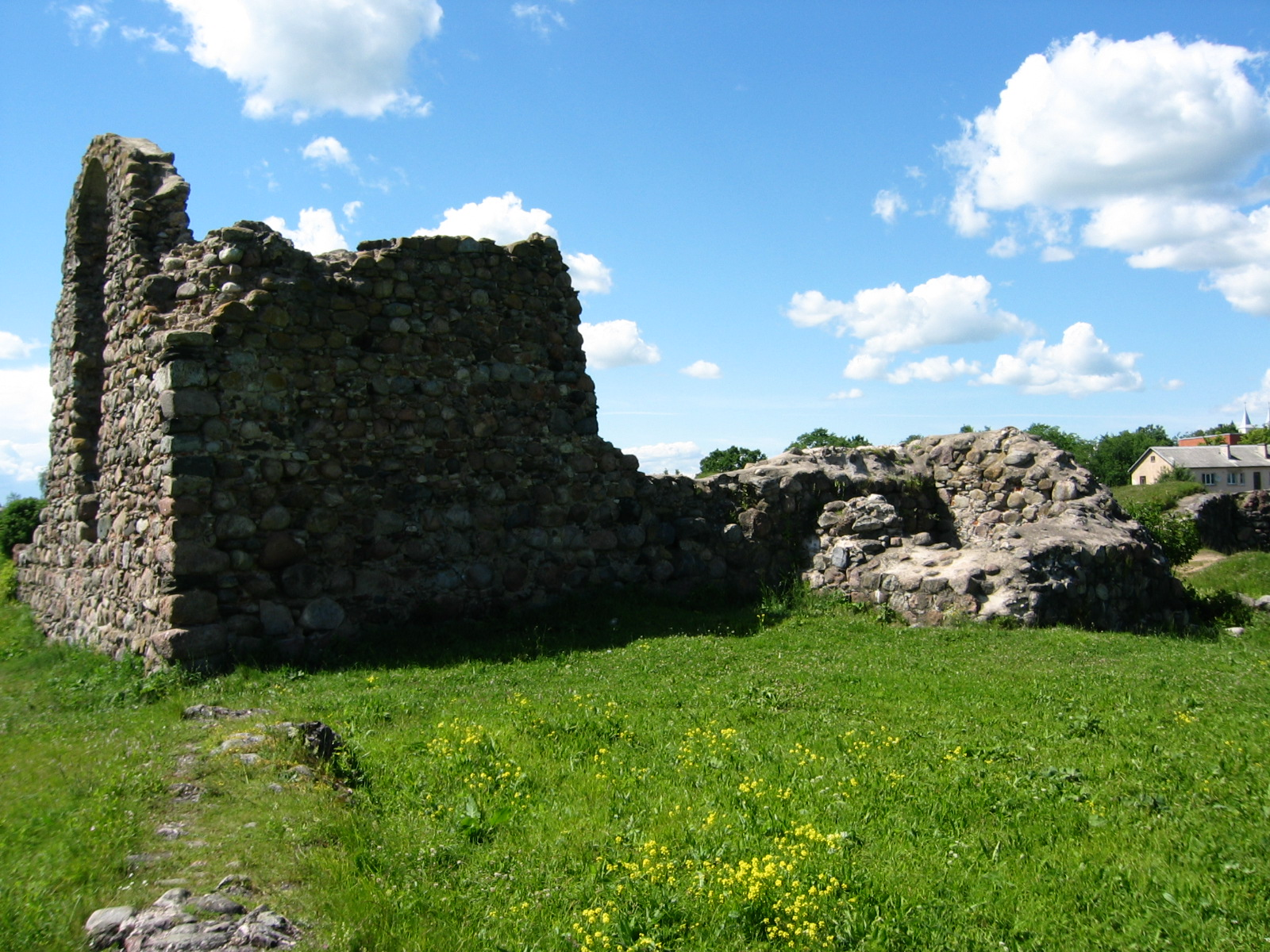
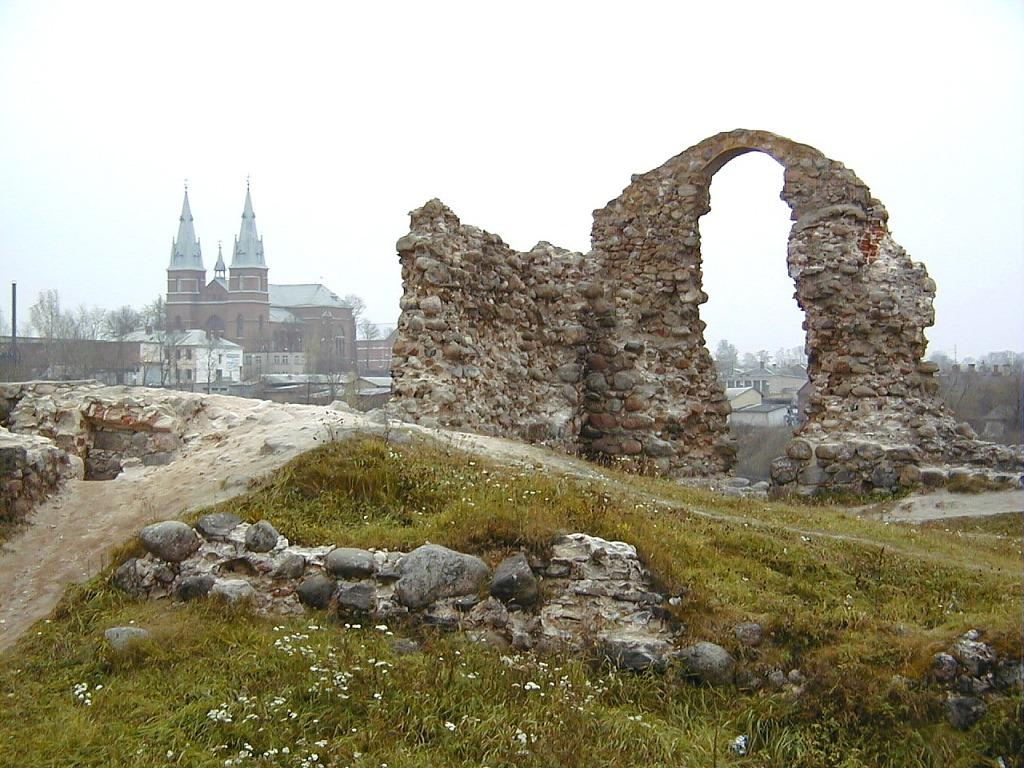